# Unité flottante de stockage et de regazéification
Une Unité flottante de stockage et de regazéification (en anglais : FSRU = Floating Storage and Regasification Unit), ou terminal méthanier flottant, est un navire amarré qui joue le rôle d'un petit port méthanier d'importation, c'est-à-dire que sa fonction est de recevoir du gaz naturel liquéfié transbordé depuis des méthaniers, de le stocker, de le ramener à l'état gazeux, et de l'injecter sur le réseau de transport de gaz naturel.

## Technique
Les FRSU sont souvent réalisés par modification d'un méthanier existant, qui reçoit les équipements de transbordement, les évaporateurs, le système d'amarrage, et la capacité de se raccorder au réseau de gaz naturel.

## Marché en 2022
Les terminaux méthaniers flottants, apparus au début du XXIe siècle, étaient jusqu'à 2021 surtout utilisés dans les pays émergents qui n'ont pas ou que peu d'infrastructures gazières, ou encore pour satisfaire des besoins saisonniers comme en Amérique latine. À la suite de l'invasion de l'Ukraine par la Russie en 2022, de nombreux pays européens cherchent à se procurer des terminaux flottants afin de réduire leur dépendance au gaz russe : Allemagne, France (terminal flottant de TotalEnergies au Havre), Grèce, Chypre, Pologne, Pays-Bas, Royaume-Uni, Italie, Irlande, pays baltes et Slovénie. L'Europe dispose seulement d'une trentaine de terminaux méthaniers terrestres, qui ne suffisent pas à couvrir les besoins, si l'Union européenne veut bannir le gaz russe. Ils sont abondants au Royaume-Uni et en Espagne, deux pays peu dépendants de la Russie, et inexistants en Allemagne ou dans certains pays d'Europe centrale, qui achètent massivement à Gazprom. Plusieurs États-membres de l'Union, dont l'Allemagne, ont annoncé la construction de terminaux, mais de tels projets ont des délais de construction de trois ans en moyenne. Plusieurs pays et énergéticiens envisagent de louer des terminaux flottants pour répondre à l'urgence : moins chers, ils n'occupent pas d'espace à terre et leur connexion au réseau peut se faire en dix-huit mois, mais leurs capacités sont limitées par rapport à un terminal terrestre. Il n'y a que 48 vaisseaux de ce type en circulation en mars 2022, et la plupart ont signé des contrats d'affrètement de long terme et ne sont donc pas disponibles. De nouveaux terminaux flottants sont en construction dans les chantiers navals de Corée et de Chine, mais tous les créneaux de construction sont déjà réservés jusqu'en 2025 ou 2026. Certains acteurs prévoient donc de convertir des navires méthaniers en terminaux flottants, pour aller plus vite et à moindres frais.
|                               |
| Système d'amarrage d'un FSRU. |

|                  |
| FSRU vu d'avion. |

|                |
| Vue en écorché |

## Le FSRU du Havre «Cape Ann»
« Cape Ann »,  navire de Total Énergies,  est le premier FSRU mis en service en France. C'est le septième en Europe.  Le  premier terminal méthanier flottant offshore, en 2013. Le FSRU Toscana est  situé à 14 miles de Livourne. 
Le Cap Ann a une capacité de stockage de 142 500 m³. Il doit rester au Havre durant cinq ans. GRTgaz a assuré la construction de la canalisation pour le raccordement du FSRU à son réseau de transport de gaz. Les travaux ont consisté à la pose d’une canalisation de 3,2 km de long, avec un passage sous le Grand Canal du Havre.